# Station Takii
Station Takii (滝井駅, Takii-eki) is een spoorwegstation in de Japanse stad Moriguchi. Het wordt aangedaan door de Keihan-lijn. Het station heeft twee sporen, gelegen aan twee zijperrons.

## Treindienst

#### Keihan-lijn
| 1 | ■ Keihan-lijn | richting Moriguchishi, Hirakatashi, Sanjō en Demachiyanagi |
| 2 | ■ Keihan-lijn | richting Kyōbashi, Yodoyabashi en Nakanoshima              |

## Geschiedenis
Het station werd geopend in 1931. In 1949, 1989 en 2002 werd het station vernieuwd.

## Overig openbaar vervoer
Bus 86.

## Stationsomgeving
- Kansai Medische Universiteit
  - Universitair Ziekenhuis Takii
- Internationale school van Takii